# ネヘミア・グルー

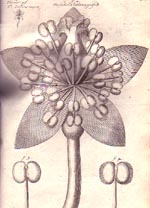
グルーのスケッチ

ネヘミア・グルー（英語:Nehemiah Grew、1641年9月26日 - 1712年3月25日）は、イングランド王国（イギリス）コヴェントリー出身の植物解剖者、医者。
イタリアの医者マルチェロ・マルピーギと共に植物解剖学の創設者とされ、「植物解剖学の父」と呼ばれる。
グルーは植物に性別があると考え、花（特に雄しべ）が植物の性器であると予言した最初の人物で、ドイツの植物学者ルドルフ・ヤーコプ・カメラリウスによって実証された。また、顕微鏡を用いた植物観察に優れ、同国出身の植物学者、物理学者であるロバート・フックのような華々しさこそなかったが、グルーが生きた時代当時、単純に外形的観察のみに終わっていた植物形態学に顕微鏡を用いた解剖法を導入し、マルピーギと並んで細胞説の土台を築いた。
主著に『植物解剖学』があり、この著書は精密な解剖図が記載されており、「小胞」や「小嚢」と言った用語を作った。ほか、比較解剖の研究も行い、『樹木比較解剖学』と言う著書も著している。
その他の業績として、指紋鑑定の先駆者であり、1684年に『指紋に関する研究報告』と言う論文を著し、皮膚紋様の持つ特殊性を科学的に記録した最初の人物としても名高い。
スウェーデンの植物学者カール・フォン・リンネはグルーに敬意を表してシナノキ科の一種にグレウィアと名付けた。

## 生涯
1641年9月26日、イングランドのウォリックシャーに近いコヴェントリーの牧師であった父オバディア・グルーの元に一人息子として生まれる。
1661年にケンブリッジ大学の一つペンブルック・カレッジに進学するが、約10年後に医学博士号を修得するためにケンブリッジ大学を中退し、ライデン大学で医学を修めた。
ライデン大学を卒業後、故郷のコヴェントリーで開業医として医者を務めるが、次いでロンドンでも開業医を務めた。医者を務める傍ら、植物解剖学の研究も行った。
1670年に同国出身の牧師、自然哲学者であるジョン・ウィルキンスによって王立協会に勧誘され、翌年1671年に王立協会会員となる。
1677年に王立協会の幹事を就任する。
1712年3月25日、ロンドンで亡くなる。